# WahlSwiper

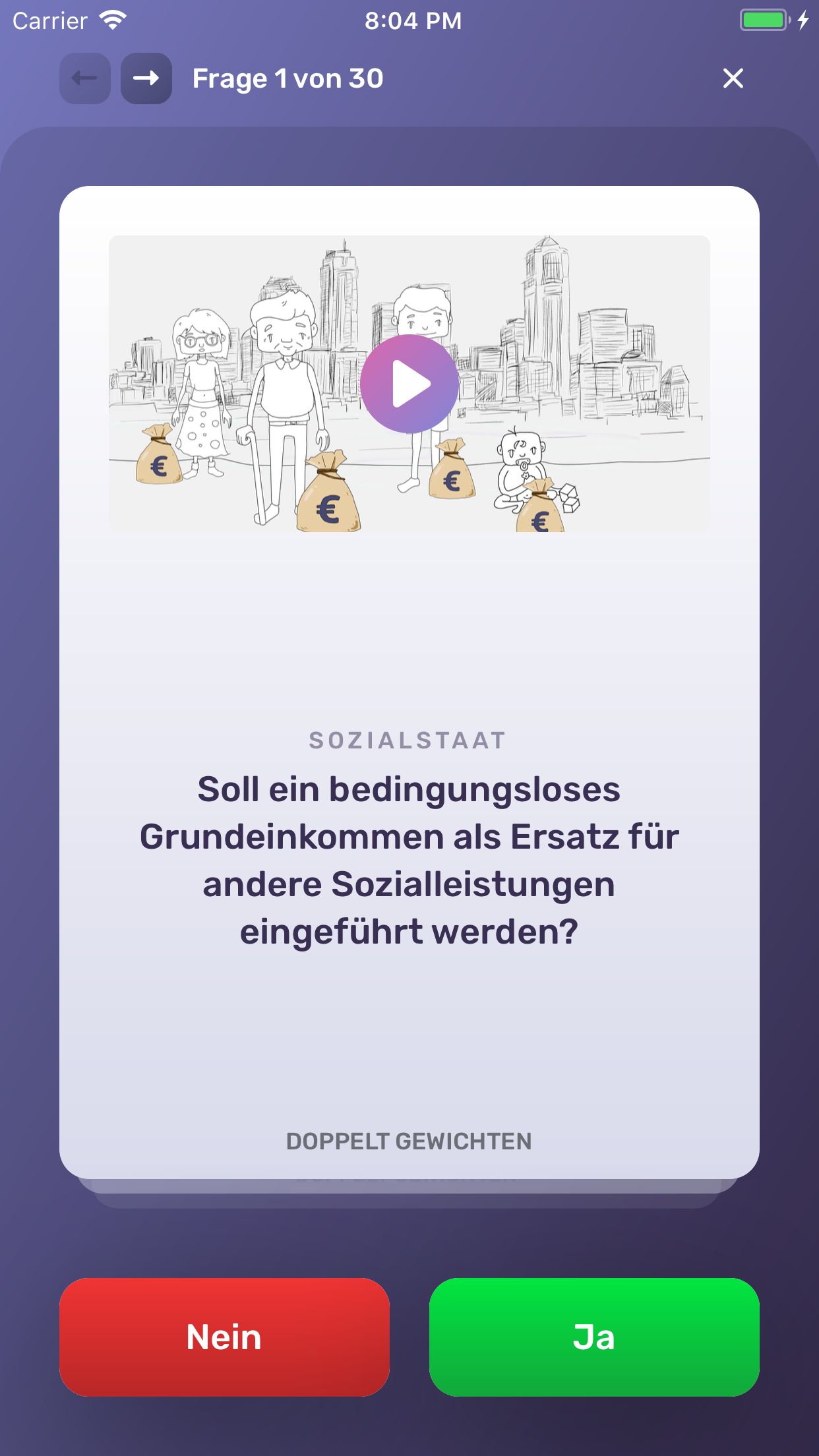
Thesen werden auf Karten gezeigt und können durch Wischen mit dem Finger beantwortet werden.

Der WahlSwiper (engl. VoteSwiper) ist eine plattformübergreifende und mehrsprachige Wahl-Empfehlungs-Anwendung für Smartphones, Tablets und Webanwendung für den Browser, die eine Entscheidungshilfe für aktuell anstehende Bundestags- und Landtagswahlen bietet und erstmals zur Bundestagswahl 2017 angeboten wurde. Betrieben wird die App vom gemeinnützigen Verein VoteSwiper. Die App bedient sich, zur Nutzerführung durch den Fragebogen, beim Konzept der Dating-App Tinder. Erstmals zur Europawahl 2019 ging die Entscheidungshilfe auch in anderen Ländern an den Start, wobei sie in Ländern, die nicht deutschsprachig sind, unter dem Namen VoteSwiper auftritt. Auch für die Europawahl 2024 wurde der WahlSwiper in Deutschland freigeschaltet.
Die Fragen des WahlSwiper werden in Zusammenarbeit mit der Albert-Ludwigs-Universität Freiburg und weiteren Universitäten oder Organisationen erarbeitet, unter anderem der Ludwig-Maximilians-Universität München, der Neuen Osnabrücker Zeitung oder dem United Nations Society Nürnberg e.V.

## Funktion
Der Benutzer bezieht zu circa 30 politischen Fragen Stellung. Als Antwortmöglichkeiten bietet die Anwendung dem Benutzer nur „ja“ und „nein“. Auf spielerische Art und Weise kann der Benutzer die Fragen auch durch einfache sogenannte „Swipes“ nach links oder rechts beantworten. Es besteht außerdem die Möglichkeit, Fragen zu überspringen, wenn man sie nicht beantworten möchte, oder sie doppelt zu gewichten. Übersprungene Fragen werden bei der Berechnung des Ergebnisses nicht berücksichtigt. Zu jeder Frage haben Benutzer die Möglichkeit, kurze animierte Erklärvideos anzuschauen, die das Thema kurz erläutern.
Anschließend kann der Benutzer die Parteien wählen, für die eine Auswertung vorgenommen werden soll. Im Gegensatz zum etablierten Wahl-O-Mat, der zum Start des Projektes maximal acht Parteien zur Auswertung zulässt, besteht eine solche Grenze beim WahlSwiper nicht. Die eigenen Antworten werden dann mit den autorisierten Antworten verschiedener Parteien verglichen. Als Auswertung erhält der Benutzer ein Balkendiagramm, das zeigt, mit welcher Partei er wie stark übereinstimmt, sowie eine Tabelle mit dem detaillierten Vergleich der eigenen Antworten mit den Aussagen der ausgewählten Parteien.
Berücksichtigt werden bei beiden Ausgaben des WahlSwiper alle zur jeweiligen Wahl zugelassenen Parteien, die die Fragebögen beantwortet haben.
Nutzer haben außerdem die Möglichkeit, ihr Ergebnis zu speichern, damit sie es über die Dauer des Wahlkampfes vergleichen können.
Zur Bundestagswahl 2021 wurde der WahlSwiper nicht nur in Deutsch, sondern auch in den Sprachen Englisch, Türkisch, Russisch, Arabisch, Persisch und Kurdisch angeboten. Die Übersetzung war eine Kooperation mit der VielRespektStiftung des Aktivisten Ali Can.

## Nutzung
Der WahlSwiper zur Bundestagswahl 2017 wurde laut eigenen Angaben von über 500.000 Menschen genutzt, die insgesamt über 20 Millionen Fragen beantwortet haben.

## Kritik
Der WahlSwiper erhielt nach seiner Veröffentlichung zur Bundestagswahl 2017 überwiegend positive Kritiken; gewürdigt wurden die Erklärvideos zu jeder Frage.
Als praktisch wird die Funktion bewertet, Ergebnisse speichern zu können ebenso, wie die Möglichkeit am Ende weitere Informationen, etwa das Wahlprogramm, nachlesen zu können.
Kritisiert wird unter anderem die starke Simplifizierung, weil „ja“ und „nein“ als Antwortmöglichkeiten oft nicht ausreichend seien. Daraufhin wurde die Möglichkeit geschaffen, Fragen zu überspringen und einzelne Antworten nachträglich anzupassen.
Am 15. Mai 2019 verklagte die Partei Volt Deutschland im Zuge der Europawahl 2019 die Bundeszentrale für politische Bildung, die den Wahl-O-Mat betreibt, wegen Missachtung der Chancengleichheit, da die Beschränkung auf maximal acht auswählbare Parteien kleine Parteien diskriminiere. Im Zuge der öffentlichen Kommunikation führte Volt Deutschland den WahlSwiper als verfassungskonforme Alternative an.
Im Zuge der Europawahl 2024 boykottierten die Parteien CDU, CSU, SPD, Grüne, FDP sowie Die Linke den WahlSwiper, weil keine Konkurrenz zum staatlichen Wahl-O-Mat entstehen sollte. Da der Fragenkatalog nicht von den genannten Parteien beantwortet wurde, wurden stattdessen die Antworten aus den Parteiprogrammen, Reden im Europaparlament und im Bundestag sowie durch den Einsatz künstlicher Intelligenz zusammengestellt.

## Auszeichnungen
Bei den internationalen Webby Awards 2018 wurde der WahlSwiper in der Kategorie „Public Service & Activism“ nominiert und mit einem „Webby For Good“ honoriert, einer Auszeichnung für Projekte, die sich besonders für das Gemeinwohl einsetzen.
Bei den German Design Awards 2019, die vom Rat für Formgebung vergeben werden, erhielt er die Auszeichnung „Special Mention“ in der Kategorie „Excellent Communications Design“.